# Nobody (canção de Keith Sweat)
"Nobody" é uma canção do cantor e compositor americano Keith Sweat com Athena Cage, da banda Kut Klose. O hit passou três semanas em 1º lugar na parada de singles da Billboard Hot R&B dos Estados Unidos e alcançou a 3ª posição na Billboard Hot 100. Internacionalmente, alcançou a 9ª posição na Nova Zelândia, a 10ª na Holanda, a 16ª na Canadá e número 22 na Austrália. No videoclipe do single está Mekhi Phifer jovem.

## Paradas musicais

### Melhores posições
| Parada musical (1996–1997)               | Melhor Posição |
| ---------------------------------------- | -------------- |
| Austrália (ARIA)                         | 22             |
| Nova Zelândia (Recorded Music NZ)        | 9              |
| Países Baixos (Dutch Top 40)             | 12             |
| UK Singles (The Official Charts Company) | 30             |
| U.S. Billboard Hot 100                   | 3              |
| U.S. Billboard Hot R&B Singles & Tracks  | 1(3)           |
| U.S. Rhythmic Top 40                     | 1              |

### Paradas musicais de fim de ano
| Parada musical de fim de ano (1996) | Posição  |
| ----------------------------------- | -------- |
| U.S. Billboard Hot 100              | 73       |
| End of year chart (1997)            | Position |
| U.S. Billboard Hot 100              | 15       |